# 小行星8584
小行星8584（英語：8584）是一颗围绕太阳公转的小行星。1997年1月11日，北京天文台施密特CCD小行星计划在兴隆发现了此天体。
这颗小行星的绝对星等为6.207759966854631等。